# Glauchau
Glauchau település Németországban, azon belül Szászország tartományban. Lakosainak száma 21 807 fő (2023. december 31.).

## Népesség
A település népességének változása:
| Lakosok száma | 22 440 | 21 914 | 21 951 | 21 807 |
|               | 2019   | 2021   | 2022   | 2023   |